# Ojos Negros (México)
Real del Castillo, más conocido como Ojos Negros, es una localidad y delegación del municipio de Ensenada ubicada en el estado de Baja California, México. Abarca una superficie total cercana a las 130 hectáreas. Se encuentra a 32 kilómetros en dirección este de la ciudad de Ensenada.
Su nombre está formado por Real (población minera) y del Castillo, por Ambrosio Castillo, gambusino que encontraría oro por primera vez en el valle.
Fue capital del Partido Norte de Baja California de 1872 a 1882 por la fiebre de oro. Después, la capital sería trasladada a Ensenada y finalmente a Mexicali.
Forma parte de la ruta del queso y el vino. En esta localidad se construyó la primera cava de quesos a nivel nacional. 
En 2020 su población es de 4 523 habitantes, distribuidas en alrededor de 1105 casas. Su densidad de población es de 167 habitantes por km². La escolaridad promedio de esta localidad es de casi 6 años cursados por habitante.
Del total de la población, el 52,50% proviene de fuera del Estado de Baja California.

## Historia
En la antigüedad, el territorio del valle de San Rafael fue habitado por los grupos indígenas kumiai y pa-ipai. Fue a finales del siglo XVIII que los Españoles comenzaron a explorar las tierras gracias a los reconocimientos de los tenientes Juan Manuel Ruíz e Ildefonso Bernal, quienes se extendieron por las estribaciones de la Sierra de Juárez. 
En 1843 se le concedieron cuatro sitios de ganado mayor a Agustín Mancillas, lo que lo convirtió en el primer propietario del valle. Rápidamente se explotó el potencial agrícola de la región, por ende le siguieron más agricultores y ganaderos.
En 1868, Manuel Clemente Rojo, fue nombrado subjefe político del Partido Norte. Dos años más tarde, el licenciado tendría que lidiar con las tensiones consecuencia del hallazgo de oro porque en una de sus visitas a Real del Castillo, platicando con un gambusino, este le invitó a pasar a su tienda de campaña donde debajo de su camastro, sacó y le mostró una veta que contenía 80% de oro. Ante esto, don Manuel regresó a Santo Tomás y después de analizar la situación, hizo las gestiones necesarias para trasladar la capital del Partido Norte de Baja California de Santo Tomás a Real del Castillo a mediados de 1872.  
Anteriormente en la zona, en el siglo XIX, ya se habían asentado familias como rancheros por las tierras fértiles de la región de San Rafael y en junio de 1870, el gambusino Ambrosio Castillo (minero por el cual la población recibiría el nombre de Real del Castillo) encontró pepitas de oro al norte de la localidad. El minero intentó mantener su hallazgo en secreto pero un mes más tarde, el 21 de julio, el periódico "San Diego Union" publicó la siguiente nota: La semana pasada tuvimos la satisfacción de tener en nuestras manos, por unos momentos, aproximadamente dos onzas de oro en greña, en piedras que variaban de tamaño, desde el de un grano de maíz al de una nuez, traído por un mexicano que rehusó revelar el lugar donde las encontró. Trajo también una especie de cuarzo encontrado en las cercanías del placer del cual cuando menos, la mitad era oro. Sin embargo, nos hemos percatado de que las minas están en el valle de San Rafael en la Baja California, a una distancia aproximada de San Diego de 120 millas y de que esas minas auguran igualar en extensión y riquezas a cualquiera de las conocidas...
Esta no fue la única nota periodística al respecto, lo que ocasionó una migración masiva a la zona desde San Diego, San Francisco y Los Ángeles, California y otras regiones de México en busca de oro en el valle de San Rafael y en un periodo de tiempo muy corto, la población pasó de tener 40 habitantes a 1500 habitantes, Como consecuencia, Santo Tomás (actual delegación de Ensenada) quedó semiabandonado por sus pobladores que también querían aprovechar el auge minero.
Fue así como el poblado ganadero se transformó en una zona muy importante de comercio, donde ahora residían mineros, comerciantes de San Diego, tahúres y prostitutas, así como bares y cantinas que operaban las 24 horas para atender a la creciente población. Rápidamente se levantaron casas, sustituyendo a las tiendas de campaña y pequeñas chozas. 
Al lugar continuaron llegando herramientas y mercancías que eran urgentes para la explotación minera en el poblado. Pero no solamente arribaron mineros y rancheros, también inversionistas y trabajadores como lo fue el noruego Jacob B. Hanson, que compró los terrenos cercanos a una laguna en la Sierra de Juárez a los señores Urrea y Eggleton para dedicarse a la cría de ganado. La Laguna Hanson quedó con el nombre del dueño después de su desaparición y asesinato en 1885 atribuido a   Luman Gaskill, hecho nunca corrobado y del cual Gaskill fue absuelto.
El 25 de septiembre de 1870, ciento doce rancheros y comerciantes de la localidad, mandaron a Antonio L. Sosa, presidente municipal del ayuntamiento de Santo Tomás, la siguiente petición: "Pedimos, se digne declarar pueblo este Real para que de este modo, después de marcados los ejidos correspondientes, puedan las familias pobres y laboriosas, tener un medio honroso de subsistencia ...". La petición resultó exitosa y el 2 de octubre de 1870 se fundó oficialmente el pueblo, con la siguiente acta: "...En nombre de Dios y de la República Mexicana, en el lugar que ponemos por nombre Real del Castillo a dos de octubre de mil ochocientos setenta, nosotros Manuel Clemente Rojo, Sub-Jefe Político del Partido; Antonio L. Sosa, Presidente del Ayuntamiento; Joaquín Riesgo y Bravo, Primer Vocal; Daniel Félix, Síndico Procurador; reunidos en la casa del Ciudadano Francisco Arenas y en Sesión Pública se dio lectura a una petición dirigida al honorable Ayuntamiento por los vecinos de este lugar, solicitando que se declare pueblo...". Fue así, que Real del Castillo se convirtió en la única ciudad de Baja California en tener un acta de fundación.
Mientras tanto en el país, el presidente de la República Benito Juárez murió repentinamente y lo remplazó en el poder Sebastián Lerdo de Tejada, lo que fue un hecho infortunado para Clemente Rojo, quién sería sustituido por José María Villagrana el 1.ro de enero de 1873.
Durante el mandato de Villagrana se crearon edificios, parques, escuelas y negocios. La primera escuela del estado fue construida en Real del Castillo, así como la primera imprenta. Fue en 1874 cuando el licenciado se percató que se estaba enviando mucho oro hacia Estados Unidos y por este motivo, creó una aduana en el rancho de la Tía Juana (Tijuana), Baja California, lo que sería un evento fundamental para el crecimiento de la pequeña comunidad que construyó cantinas y negocios en las cercanías. 
Para finales de 1875 la fiebre de oro habría terminado, quedando solo 1 compañía norteamericana instalada en la región que al poco tiempo cerraría sus puertas. No solo la caída de la economía ocasionó el cierre de la mayoría de los comercios, también el drástico aumento en inseguridad y el aumento del pago de los derechos aduanales que fueron elevados por Villagrana. Estos factores provocaron que las actividades comerciales dejaran de ser costeables y el descontento de la población.
El 20 de noviembre de 1876, cuando el gobernador jugaba ajedrez en un comercio, sus propios hombres lo capturaron y lo enviaron preso a la Ciudad de México como resultado de los abusos que recibía la población. Villagrana logró escapar a San Diego para partir después hacia La Paz, en el Partido Sur de Baja California por lo que José M. Moreno asumió el cargo de gobernador y en su mandato logró mantener casi 1 año la tranquilidad en el poblado por la disminución de delincuencia.
La tranquilidad acabó con inquietudes políticas y confrontaciones violentas. Don Clemente Rojo buscaba recuperar su gubernatura organizando una campaña política en la región. Sin embargo, no encontró el apoyo popular que estaba buscando. Mientras tanto, al norte del valle en el poblado de Tecate el bandidaje había regresado con Pedro Badillo "seis dedos" (ex lugarteniente de Villagrana) al mando, quien buscaba tomar la ciudad de Real del Castillo, sin tener éxito. 
Durante estos eventos, parte de la población había abandonado Ojos Negros para residir en una pequeña villa pesquera de comerciantes que estaba prosperando; Ensenada.
El 5 de mayo de 1877, Porfirio Díaz asumió la presidencia de la República y 15 de noviembre del mismo año desembarcó en Ensenada el Cañonero México con el Coronel Andrés Tapia, jefe político de Baja California, Brígido Castrejón y 135 soldados con el propósito de recuperar el orden y tranquilidad de la zona. Villagrana acompañaba al Coronel, así como Emilio Legaspy, ambos con la aspiración de tener la gobernatura.
Andres Tapia tomó posesión del poblado de Real del Castillo y al final del mes se reunió con personas representativas de la localidad con intención de elegir el ayuntamiento del Partido Norte de Baja California, así como el nombramiento de jueces en localidades que por su cantidad de población lo requiriera. Durante este proceso de investigación, una comisión de vecinos que se había organizado en el poblado, solicitaron al coronel que se cambiara la capital de Real del Castillo al puerto de Ensenada. 
Fue así que Andres Tapia partió en el Cañonero México hacia La Paz, llevándose consigo a Emilio Legaspy y Villagrana para evitar la inestabilidad política que podían causar. Mientras, Brígido Castrejón quedó como subjefe político.
En 1881, el Coronel José María Rangel fue designado nuevo jefe político, quien había beneficiado el desarrollo de la región, como el establecimiento de una aduana en Ensenada ese mismo año. La aduana permitió mejorar la infraestructura y la gestión de Ensenada con nuevos caminos, mejoras en el puerto y la administración pública en general. Pero un año después la aduana fue restablecida en el rancho de la Tía Juana (Tijuana). 
Finalmente, el 15 de mayo de 1882, se declaró a Ensenada como capital del Partido Norte de Baja California, que mantuvo este título durante 33 años hasta que se cambió a Mexicali.
Real de Castillo, que en su auge de la fiebre minera contó con 1500 habitantes, se convirtió en un pueblo fantasma de ruinas, donde solo unas pocas familias continuaron con los ranchos ganaderos. Mientras, las construcciones mineras y las casonas de adobe y ladrillo, se fueron deteriorando hasta los escombros. Sumado a esto, en 1890, las lluvias torrenciales desbordaron el arroyo de San Rafael destruyendo a su paso las pocas estructuras que quedaban en pie.
En 1905, la antigua capital albergaba solamente a 200 habitantes. Para 1930 la población del valle se redujo a 37 personas. Pero a partir de 1950, gracias a los pobladores que trabajaron el campo y el ganado, la población se fue incrementando, y los asentamientos que se fueron estableciendo en el centro del valle durante la fiebre del oro continuaron creciendo hasta la fecha. Estos asentamientos se convirtieron en Real del Castillo Nuevo o simplemente Real del Castillo. Al ex poblado minero se le dio el nombre de Real del Castillo Viejo donde en la actualidad residen aproximadamente 30 personas y quedan muy pocos vestigios de lo que llegó a ser.

## Geografía
La delegación de Real del Castillo tiene una superficie aproximada de 4017 kilómetros cuadrados. Al norte colinda con el municipio de Tecate, al este con el municipio de Mexicali, al sur con las delegaciones de Valle de la Trinidad y San Vicente, al sureste con las delegaciones de Santo Tomás y Maneadero, al este con la ciudad de Ensenada y la delegación de El Sauzal de Rodríguez y al noroeste con las delegaciones de Francisco Zarco y San Antonio de Las Minas.
| Noroeste: Francisco Zarco / San Antonio de Las Minas | Norte: Municipio de Tecate              | Nordeste: Municipio de Mexicali                       |
| Oeste: Ensenada / El Sauzal de Rodríguez             |                                         | Este: Municipio de Mexicali                           |
| Suroeste: Santo Tomás / Maneadero                    | Sur: Valle de la Trinidad / San Vicente | Sureste: Valle de la Trinidad / Municipio de Mexicali |

## Valle de San Rafael, Ojos Negros y Real del Castillo
Con frecuencia hay confusión en las denominaciones de Valle de San Rafael, Ojos Negros y Real del Castillo, que están ubicados en la misma zona.
Valle de San Rafael (Valle de Ojos Negros): Fue formado por el arroyo de San Rafael que se encuentra en las estribaciones de la Sierra de Juárez. En la actualidad es más conocido como el valle de Ojos Negros.
Ojos Negros: Porción del valle que se encuentra al sur del cerro del Portezuelo y recibe su nombre por dos manantiales que daban la impresión de un par de ojos negros.
Real del Castillo: Nombre oficial con el cual se fundó la ciudad durante la fiebre del oro. Actualmente es el nombre de la localidad y de la delegación.
Real del Castillo Viejo: Zona primaria de explotación minera durante la fiebre del oro, establecido junto al arroyo de San Rafael. Aquí fue la capital del Partido Norte de Baja California.
Real del Castillo Nuevo: Formado por los asentamientos en el centro del valle de Ojos Negros durante la fiebre del oro. Actualmente es el centro de población principal de la delegación.

## Economía
Según estimaciones de Market Data México, Ojos Negros tiene un output económico estimado en 170 millones de pesos mexicanos anuales (alrededor de 8 millones de euros), de los cuales 79 millones (3,7 millones de euros) corresponden a los ingresos generados por los hogares, y unos 88 millones (4,1 millones de euros) a ingresos provenientes de los 110 establecimientos que allí operan. 
El 47,81% de la población mayor de 12 años está ocupada laboralmente (el 57,98% de los hombres y el 36,08% de las mujeres).
Entre las más 110 empresas que se encuentran en esta localidad, destaca Ejido Real del Castillo, que junto a otras dos organizaciones emplean a unas 59 personas en total.

## Toponimia
Esta localidad se ubica en el Valle de Ojos Negros, lugar del que recibe su nombre. En ese valle existían dos ciénagas separadas por un pequeño espacio que, al ser vistas desde lejos, parecían dos ojos oscuros. 
Estas ciénagas y otras tantas del lugar desaparecieron por cambios freáticos, aunque a pesar de ello el nombre de Ojos Negros persistió en los lugareños.
En España también podemos encontrar una localidad y municipio llamado Ojos Negros, el cual se ubica en la Comarca del Jiloca, al noroeste de la provincia de Teruel, comunidad autónoma de Aragón.

## Idiomas
El 82,08% del total de la población habla el idioma español. El 33,51% del total de la población es indígena, el 17,92% de los habitantes habla una lengua indígena. Solo el 0,25% de la población habla únicamente lengua indígena y no habla español.

## Viviendas e infraestructuras
En Ojos Negros hay un total de 1105 viviendas. De las cuales, el 95,01% cuentan con electricidad, el 97,27% tienen agua entubada, el 97,38% tiene váter o sanitario, el 59,69% tiene radio, el 74,67% televisión, el 61,24% frigorífico, el 49,94% lavadora, el 58,38% vehículo, el 11,77% ordenador personal, el 14,27% teléfono fijo, el 74,20% teléfono móvil, y solo el 5,95% dispone de Internet.
A unos 10 kilómetros en coche de la localidad de Ojos Negros se encuentra la Aeropista de Real del Castillo, la cual ofrece servicio de aviación general.